# 暗鰭細鬚魮
霍氏細鬚魮（学名：Leptobarbus melanopterus）为輻鰭魚綱鯉形目鲤科的其中一種，分布於亞洲婆羅洲西部卡普阿斯河流域，體長可達24.2公分，棲息在底層水域，可做為食用魚。

## 扩展阅读
維基物種上的相關：[[Wikispecies:Leptobarbus melanopterus|]]